# 이병석 (의사)
이병석(1956년 2월 22일 ~ )은 대한민국의 의사이자 대학 교수이다. 현재 연세대학교 의과대학 세브란스병원의 병원장이자 연세대학교 교수이다.

## 학력
- 서울고등학교 졸업
- 연세대학교 의학 학사
- 연세대학교 의과대학원 의학석사
- 연세대학교 의과대학원 의학박사

## 수상
- 2014년 보건복지부장관 표창